# Мурга, Селина
Селина Мурга (исп. Celina Murga; род. 6 апреля 1973, Парана) — аргентинский кинорежиссёр, сценарист, продюсер. Наиболее известна постановкой фильмов «Ана и другие» (2003 год, 6 наград и 3 номинации международных фестивалей) и «Неделя в одиночестве» (2007 год, 1 награда и 4 номинации международных фестивалей).

## Биография
Окончила Университет кинематографии в Буэнос-Айресе. Работала ассистентом режиссёра. Сняла несколько короткометражных лент. Первый её самостоятельный полнометражный фильм «Ана и другие» появился в 2003 году, получил 6 наград международных конкурсов и позитивные отзывы критиков. Вторая картина «Неделя в одиночестве» была встречена более прохладно: от критиков звучали замечания на отсутствие динамичного сюжета и не полном использовании потенциала детей-актёров. Однако, необычный киноязык фильма привлёк внимание Мартина Скорсезе, и он пригласил Селину Мургу на продолжительную стажировку под патронажем проекта поддержки культуры известной часовой компании. Результатом стажировки стал совместно подготовленный сценарий нового фильма «La Tercera Orilla» (рус. Третий берег реки), премьера которого запланирована на 2013 год.

## Фильмография
- 1999: В интерьере ночи / Interior-Noche (короткометражный, в соавторстве)
- 2002: Счастливый вечер / Una tarde feliz (короткометражный)
- 2003: Ана и другие / Ana y los otros (специальная премия МКФ независимого кино в Буэнос-Айресе, премия ФИПРЕССИ за лучший латиноамериканский фильм на МКФ в Рио-де-Жанейро, премия за режиссуру на МКФ в Фессалониках, премия на МКФ в Вене, специальное упоминание на Венецианском МКФ)
- 2007: Неделя в одиночестве / Una semana solos (премия за режиссуру на МКФ в Фессалониках)
- 2010: Pavón (короткометражный)
- 2012: Обычная школа/ Escuela Normal (документальный, специальное упоминание на Берлинском МКФ)
- 2014: Третий берег/ La tercera orilla